# Ginástica nos Jogos Olímpicos de Verão de 1976
A ginástica nos Jogos Olímpicos de Verão de 1976 foi realizado em Montreal, no Canadá, com quatorze eventos: oito masculinos e seis femininos. A competição foi disputada entre 18 e 23 de julho no Montreal Forum.

## Eventos
Ginástica artística
Quatorze conjuntos de medalhas foram concedidos nos seguintes eventos:
- Equipes masculinas
- Individual geral masculino
- Solo masculino
- Salto sobre o cavalo masculino
- Cavalo com alças
- Argolas
- Barra fixa
- Barras paralelas

- Equipes femininas
- Individual geral feminino
- Solo feminino
- Salto sobre o cavalo feminino
- Trave feminino
- Barras assimétricas feminino

## Medalhistas
Masculino
| Evento                    | Ouro                                                                                               | Prata | Bronze |
| ------------------------- | -------------------------------------------------------------------------------------------------- | --- | --- |
| Equipes detalhes          | Sawao Kato Mitsuo Tsukahara Hiroshi Kajiyama Eizo Kenmotsu Hisato Igarashi Shun Fujimoto JPN Japão | Nikolai Andrianov Alexander Dityatin Gennadi Kryssin Vladimir Marchenko Vladimir Markelov Vladimir Tikhonov URS União Soviética | Lutz Mack Bernd Jäger Michael Nikolay Roland Brückner Wolfgang Klotz Rainer Hanschke GDR Alemanha Oriental |
| Individual geral detalhes | Nikolai Andrianov URS União Soviética                                                              | Sawao Kato JPN Japão | Mitsuo Tsukahara JPN Japão                                                                                 |
| Solo detalhes             | Nikolai Andrianov URS União Soviética                                                              | Vladimir Marchenko URS União Soviética                                                                                          | Peter Kormann USA Estados Unidos                                                                           |
| Salto detalhes            | Nikolai Andrianov URS União Soviética                                                              | Mitsuo Tsukahara JPN Japão | Hiroshi Kajiyama JPN Japão                                                                                 |
| Barra fixa detalhes       | Mitsuo Tsukahara JPN Japão                                                                         | Eizo Kenmotsu JPN Japão | Eberhard Gienger FRG Alemanha Ocidental Henry Boério FRA França                                            |
| Cavalo com alças detalhes | Zoltán Magyar HUN Hungria                                                                          | Eizo Kenmotsu JPN Japão | Nikolai Andrianov URS União Soviética Michael Nikolay GDR Alemanha Oriental                                |
| Barras paralelas detalhes | Sawao Kato JPN Japão                                                                               | Nikolai Andrianov URS União Soviética                                                                                           | Mitsuo Tsukahara JPN Japão                                                                                 |
| Argolas detalhes          | Nikolai Andrianov URS União Soviética                                                              | Alexander Dityatin URS União Soviética                                                                                          | Danuţ Grecu ROU Romênia                                                                                    |

Feminino
| Evento                       | Ouro | Prata | Bronze |
| ---------------------------- | --- | --- | --- |
| Equipes detalhes             | Maria Filatova Svetlana Grozdova Nellie Kim Olga Korbut Elvira Saadi Ludmilla Tourischeva URS União Soviética | Nadia Comăneci Teodora Ungureanu Mariana Constantin Anca Grigoraş Gabriela Truşca Georgeta Gabor ROU Romênia | Gitta Escher Marion Kische Kerstin Gerschau Angelika Hellmann Steffi Kräker Carola Dombeck GDR Alemanha Oriental |
| Individual geral detalhes    | Nadia Comăneci ROU Romênia                                                                                    | Nellie Kim URS União Soviética                                                                               | Ludmilla Tourischeva URS União Soviética                                                                         |
| Solo detalhes                | Nellie Kim URS União Soviética                                                                                | Ludmilla Tourischeva URS União Soviética                                                                     | Nadia Comăneci ROU Romênia                                                                                       |
| Salto detalhes               | Nellie Kim URS União Soviética                                                                                | Ludmilla Tourischeva URS União Soviética Carola Dombeck GDR Alemanha Oriental                                | nenhum |
| Trave detalhes               | Nadia Comăneci ROU Romênia                                                                                    | Olga Korbut URS União Soviética                                                                              | Teodora Ungureanu ROU Romênia                                                                                    |
| Barras assimétricas detalhes | Nadia Comăneci ROU Romênia                                                                                    | Teodora Ungureanu ROU Romênia                                                                                | Márta Egervári HUN Hungria                                                                                       |

## Quadro de medalhas
| Ordem | País                   | Medalha de ouro | Medalha de prata | Medalha de bronze |    |
| ----- | ---------------------- | --------------- | ---------------- | ----------------- | -- |
| 1     | URS União Soviética    | 7               | 8                | 2                 | 17 |
| 2     | JPN Japão              | 3               | 4                | 3                 | 10 |
| 3     | ROU Romênia            | 3               | 2                | 3                 | 8  |
| 4     | HUN Hungria            | 1               |                  | 1                 | 2  |
| 5     | GDR Alemanha Oriental  |                 | 1                | 3                 | 4  |
| 6     | FRG Alemanha Ocidental |                 |                  | 1                 | 1  |
| 6     | USA Estados Unidos     |                 |                  | 1                 | 1  |
| 6     | FRA França             |                 |                  | 1                 | 1  |
| TOTAL | TOTAL                  | 14              | 15               | 15                | 44 |